# Makár (keresztnév)
A Makár a görög Μακάριος, illetve a latin Macarius férfinevekből ered, jelentése: boldog.

## Gyakorisága
Az 1990-es években szórványos név, a 2000-es években nem szerepel a 100 leggyakoribb férfinév között.

## Névnapok
- január 2.[2]
- január 15.[2]